# Ankarafantsika nationalpark
Ankarafantsika nationalpark är en nationalpark i Madagaskar. Den ligger i den norra delen av landet, 300 km norr om huvudstaden Antananarivo.

## Natur
Landskapet kännetecknas av karst och ganska torra lövfällande skogar. Träden når vanligen en höjd av 15 till 20 meter och undervegetationen är glest fördelad. Det finns inga epifyter men några klätterväxter förekommer. På klippiga tor hittas Pachypodium rosulatum och arter av aloesläktet.
Typiska däggdjur är lemurer som Propithecus coquereli, mungomaki, Avahi occidentalis, tjocksvansmaki och Microcebus ravelobensis. Här lever rovdjur som fossa och liten indisk sibetkatt (introducerad art). Bland fladdermöss hittas Hipposideros commersoni och arter av gravfladdermöss.
Kännetecknande fåglar från västra Madagaskar som lever i nationalparken är madagaskarfiskörn, vitstrupig vanga och grönryggig asit. I parken hittas olika kameleonter och geckoödlor. Sällsynta sköldpaddor är Astrochelys yniphora, västlig spindelsköldpadda och storhuvad madagaskisk halsvändare.